# اصغر عباسقلی‌زاده
اصغر عباسقلی‌زاده سرتیپ دوم سپاه پاسداران انقلاب اسلامی است، که هم‌اکنون فرماندهی سپاه عاشورا آذربایجان شرقی را برعهده دارد.
وی فعالیت نظامی را از سال ۱۳۶۲ و در خلال جنگ ایران و عراق در نیروی زمینی سپاه پاسداران آغاز کرد و مراتب فرماندهی را در لشکر ۳۱ عاشورا طی نمود.
عباسقلی‌زاده از ۱۳۸۸ تا ۱۳۹۱ معاون هماهنگ‌کننده و رئیس ستاد سپاه عاشورا آذربایجان شرقی بود، در فاصله سال‌های ۱۳۹۱ تا ۱۳۹۶ فرماندهی لشکر ۳۱ عاشورا را برعهده داشت، از ۱۳۹۶ تا ۱۳۹۸ به‌عنوان جانشین فرمانده سپاه عاشورا آذربایجان شرقی فعالیت می‌کرد، از ۱۳۹۸ تا ۱۴۰۰ رئیس بنیاد حفظ آثار و نشر ارزش‌های دفاع مقدس آذربایجان شرقی بود و از آبان‌ماه ۱۴۰۰ فرمانده سپاه عاشورا آذربایجان شرقی است. او در سال ۱۳۹۳ درجه سرتیپ‌دومی دریافت کرد.